# Ободрити
Ободритите, известни още като абодрити и бодрици (на немски: Abodriten; на полски: Obodryci) са западнославянски народ, близък на венедите, живял по южните брегове на Балтийско море (днес Североизточна Германия и Северозападна Полша) от началото на новата ера до около 1500 г., когато се смесва с други народи. През 9 век славянска общност със същото име присъства и в Панония, но връзката между двете общности не е изяснена.

## В Прибалтика
През периода 800 – 1200 г. ободритите водят войни с датските крале, които се стремят към надмощие в балтийския район. Ободритите са християнизирани от немски мисионери.

## В Панония
В началото на 9 век ободритите живеят между реките Дунав и Тиса и вероятно попадат в границите на Първото българско царство след разгрома на Аварския хаганат от Крум през 803 година. Повече сведения за тях има от времето след 818 година, когато заедно с тимочаните те се отделят от Българската държава и се присъединяват към Франкската империя. През 822 година ободритите се присъединяват към въстанието на хърватския княз Людевит срещу император Лудвиг Благочестиви, което претърпява поражение. Междувременно българският владетел Омуртаг се опитва да върне по дипломатически път ободритите в границите на България, като в крайна сметка това е осъществено след две военни кампании през 827 и 829 г.